# Nigger
Nigger (im afroamerikanischen Englisch auch Nigga, Niggar, Niggah oder Nigguh; in Südstaaten-Aussprache auch Niggra, Nigra und Nighe) ist eine rassistische und äußerst abwertende Bezeichnung für Schwarze. Im Englischen wird der Begriff auch mit dem Euphemismus N-word umschrieben. Das deutsche „N-Wort“ kann sowohl eine Übersetzung des englischen N-word als auch ein Euphemismus für „Neger“ sein.

## Herkunft und Verwendung
Der Ausdruck entwickelte sich in den Vereinigten Staaten, als dort aus Afrika verschleppte schwarze Menschen Sklavenarbeit verrichten mussten, aus dem spanischen Wort negro („schwarz“, vom lat. niger mit der gleichen Bedeutung) über engl. negro zu negar und schließlich nigger. Wahrscheinlich spielten auch das deutsche Wort Neger, das italienische Wort negro („Schwarzer“) und das französische Wort nègre (ebenfalls: „schwarz“, von lat. niger) bei der Entwicklung eine Rolle.
Das Wort war in den Vereinigten Staaten die Bezeichnung der Weißen für ihre schwarzen Sklaven. Ebenso belegt ist die Verwendung durch die britischen Kolonialherren in ihren indischen und sonstigen Kolonien. Spears zeigt in einer Auflistung von fast 20 Beispielen, dass das Voranstellen von nigger vor geläufige Alltagsbezeichnungen deren Bedeutung in beleidigender oder abwertender Form verändert (Beispiel: nigger steak für eine Scheibe Leber).
Es ist aber nicht nur im Englischen ein belastetes Wort, sondern wird auch im Deutschen zuweilen als Schimpfwort verwendet. In allgemeinen deutschsprachigen Wörterbüchern ist es als abwertender Ausdruck bekannt. Spätestens zu Beginn des 20. Jahrhunderts verstand man den Ausdruck in Deutschland als „in Amerika verächtliche Bezeichnung“.
Wie bei einigen groben Wörtern und Beschimpfungen finden diese durchaus eine gewisse Akzeptanz, solange sie in Freundesgruppen oder unter Betroffenen verwendet werden. So auch die Bezeichnung Nigger, die Afroamerikaner untereinander durchaus freundschaftlich-zuwendend verwenden. Alle bedeutenden Lexika weisen es jedoch, wenn von Weißen verwendet, weiterhin als hochgradig beleidigendes Schimpfwort aus. Gelegentlich wird der Begriff in den USA als N-word („N-Wort“) umschrieben. Insbesondere wohlhabendere junge weiße Personen, die sich lediglich der schwarzen Subkultur bedienen, werden in der Hip-Hop-Szene oft als Wigger (oder Whigger) bezeichnet (Kofferwort aus white [weiß] und Nigger).
Der schwarze Komponist Julius Eastman, ein Vertreter der Minimal Music, nannte eines seiner Stücke 1979 Evil Nigger (böser Nigger). Mit diesem Titel „überdreht er“, so Malte Hemmerich im Deutschlandfunk, die Eigenschaft des Schwarzseins und „stellt sie selbst als etwas Böses dar: als teuflisch oder aufständisch kriegstreibend“. Dies sei politisch zu verstehen, als provokativer Verweis auf die Diskriminierung als Schwarzer.
Im deutschen Sprachraum findet sich die abwertende Bezeichnung Hosennigger für indigene Bewohner des deutschen Kolonialreichs, die die angebliche Zivilisierungsmission, mit der der Kolonialismus legitimiert wurde, ernst nahmen und in europäischer Kleidung auftraten. Ihnen wurde Dünkelhaftigkeit und die Anmaßung unterstellt, mit den Europäern auf derselben „Kulturstufe“ stehen zu wollen. Dies wurde als Gefahr für den kolonialen Machterhaltungs- und Unterdrückungsmechanismus verstanden.